# Gyachung Kang
De Gyachung Kang (Nepalees: ग्याचुङ्काङ) is een 7952 meter hoge berg op de grens tussen Nepal en Tibet. Het is de hoogste berg tussen de Cho Oyu (8201 m) en Mount Everest (8848 m). 
De berg werd voor het eerst beklommen op 10 april 1964 door Yukihiko Kato, Kiyondo Sakeisawa en Pasang Phutar III en de dag erop door K. Machida en Kuzunari Yasuhisa. De noordkant werd voor het eerst beklommen in 1999 door een Sloveense expeditie. De beklimming werd herhaald door Yasushi Yamanoi in 2002.